# Inmigración peruana en España
La inmigración peruana en España hace referencia al movimiento migratorio desde la República del Perú hacia el Reino de España en Europa. A partir de 2022, las estadísticas oficiales mostraron 265,949 residentes nacidos en Perú en España. De estos, 143.867 eran ciudadanos españoles y 122.082 aún no habían adquirido la ciudadanía española.
Las tres comunidades con mayor concentración de peruanos son la Comunidad de Madrid (107 690), Cataluña  (68 347) y Andalucía (14 284), mientras los municipios con mayor número de peruanos son Madrid  (65 345), Barcelona (28 908), Hospitalet de Llobregat (8 195), Sevilla (3 036) y Santander (3 010).

## Historia

### Caída de la población durante la crisis financiera

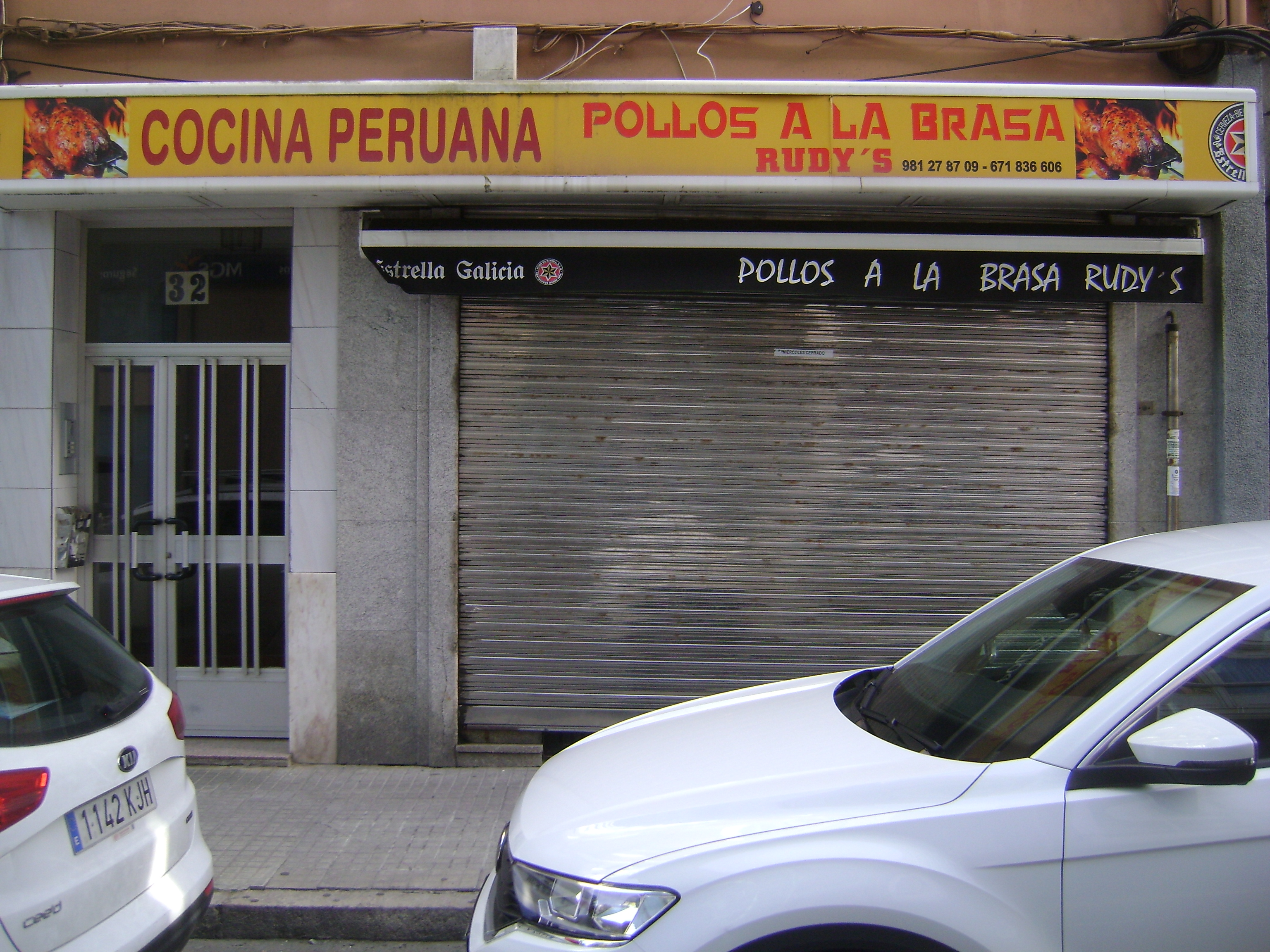
Restaurante peruano en La Coruña, Galicia (España).

Durante la crisis financiera de 2007-2008, la comunidad peruana disminuyó en un 23.76% durante ese año, una cifra que coloca a Perú como el país con el mayor flujo migratorio negativo de residentes oficiales en esa nación. De 109.639 residentes oficiales en España, a partir del 1 de enero de 2013, a 83.583, a partir del 1 de enero de 2014. Es decir, 26.055 menos peruanos se encuentran entre la población extranjera en ese país, información difundida por el Instituto Nacional de Estadística (INEI). Desde entonces, la población se ha ido recuperando y ha aumentado como consecuencia del final de la recesión económica.

## Estadísticas
| Gráfica de evolución de Inmigración peruana en España entre 1998 y 2022 |
|                                                                         |
| Datos del INE a 1 de enero de cada año.                                 |

## En la ficción
La inmigración peruana ha sido tratada por el cine español en películas como:
- Ander (2009)
- Amador (2010)